# ネイサン・アシュレイ
ネイサン・アシュレイ（Nathan Ashley、1973年10月3日 - ）は、オーストラリアの元ラグビー選手。

## プロフィール
- オーストラリア出身[1]。
- ポジションはフルバック(FB)。
- 7人制日本代表に選ばれて主将を務めたことがある[2]。

## 略歴
ニューウィントン高校、オックスフォード大学を経て、日本IBMビッグブルー(現・BIG BLUES)に加入。
2005年、ラグビーワールドカップセブンズ2005の7人制日本代表に選ばれた。
日本IBMビッグブルー退団後、YC&ACに加入。